# 李逖
李逖（?—?），唐朝宗室，唐世祖李昞的玄孙，唐高祖李淵二哥蜀王李湛的曾孙，渤海王李奉慈之孙，李长沙之子。
永徽四年（653年），唐高祖第六子荆王李元景与房遗爱谋反赐死，国除。后来，追封沈黎王，备礼改葬。以李长沙为嗣，降爵为沈黎侯。神龙初年（705年），唐中宗恢复荆王王爵，李逖为嗣荆王。李逖薨逝后，国除。其孙荆国公李玢，李玢之子李支辅，出继成都府司户参军李璬为嗣。李璬是李长沙的哥哥陇西郡王李余庆之孙。